# A Score to Settle
A Score to Settle is een actie-thriller uit 2019 geregisseerd door Shawn Ku en gedistribueerd door RLJE Films. Hoofdrollen worden vertolkt door Nicolas Cage en Benjamin Bratt.

## Verhaal
Weduwnaar Frank Carver is in 2001 lid van een criminele bende bestaande uit onder andere Q, Tank, Jimmy en leider Max. Nadat Max een lid vermoordt met een honkbalknuppel, laat de jonge Frank zich ompraten om de schuld op zich te nemen: de bende zal voor zijn zoon Joey zorgen en nadat Frank na de gevangenisstraf - geraamd op zes jaar - vrijkomt, zal hij met de omkoopsom van 450.000 Amerikaanse dollar luxueus kunnen leven.
Negentien jaar later komt Frank vrij: hij had levenslang gekregen, maar wegens fatale familiale insomnie komt hij nu vrij. De dokters geven hem maar een korte tijd te leven en indien hij zijn medicatie niet neemt en onvoldoende rust, zullen de symptomen verergeren: waanbeelden, desoriëntatie, allerlei fysieke klachten...
Bij zijn vrijlating staat Joey - ondertussen volwassen - hem op te wachten. Joey biecht op dat hij geen auto heeft wegens financiële problemen door druggebruik waarvan hij recentelijk is afgekickt. Hij verontschuldigt zich dat hij zijn vader nooit is komen bezoeken. Met een taxi rijden ze eerst naar hun voormalige woonplaats waar Frank onder andere het geld opgraaft. Joey wil eerst niets weten van het bloedgeld, maar verandert van mening omdat hij zijn verloren tijd met zijn vader toch wil inhalen.
Hoewel Frank beweert niet uit te zijn op wraak, traceert hij Q. Q baat nu een café uit en beweert niets meer met criminaliteit te maken hebben en weet niet wat er met de andere bendeleden is gebeurd.
Frank en Joey nemen hun intrek in een luxueus hotel waar Frank wordt aangesproken door pooier Trip. Op aanraden van Joey beslist Frank uiteindelijk toch beroep te doen op de diensten van Simone. Simone is onder de indruk van Frank zijn verhaal en ze onthult waar ze woont, dat ze een kind heeft en dat haar echte naam Jennifer is.
Frank vindt Jimmy in een erotisch massagecentrum, maar Jimmy ontsnapt. Daarna zoekt hij Tank op: voordat Frank hem vermoord, zegt Tank dat Max al jaren in een verzorgingstehuis is.
Frank en Joey gaan naar de begraafplaats waar zijn vrouw Lorraine is begraven. Naast dit graf, is het graf van Joey. Dan wordt duidelijk dat Joey een hersenspinsel is van Frank en werd vermoord door de bende.
Frank bezoekt het verzorgingstehuis en komt via het personeel te weten dat Max regelmatig bezoek krijgt van een man die zich Q noemt, wat wil zeggen dat Q eerder loog over het feit dat hij niets meer met de bendeleden te maken had. Buiten wordt Frank onder vuur genomen door Jimmy, maar Frank kan Jimmy  doden.
Frank rijdt naar het huis van Jennifer en geeft haar het overgebleven geld. Vervolgens gaat hij naar de bruiloft van Q's dochter Isha en neemt haar in gijzeling. Q biecht op dat ze Joey inderdaad hebben vermoord: hij was een onstabiele druggebruiker die op het punt stond de bende aan te geven bij de politie. Uiteindelijk spaart Frank het leven van Q en Isha, maar tijdens het verlaten van de kamer, vuurt Isha een kogel op hem af. Buiten maant de politie Frank aan om zich over te geven, maar omdat hij schijnbaar een wapen trekt, wordt hij met een regen aan kogels neergeschoten. In zijn doodstrijd ziet hij de illusie van Joey terug die hem zal begeleiden naar het volgende leven.

## Rolverdeling
| Acteur         | Personage |
| -------------- | --------- |
| Nicolas Cage   | Frank     |
| Mohamed Karim  | Jimmy     |
| Benjamin Bratt | Q         |
| Ian Tracey     | Tank      |
| Karolina Wydra | Simone    |
| Nicole Muñoz   | Isha      |
| Noah Le Gros   | Joey      |